# هانية توسلي
هانية توسّلي (بالفارسية: هانیه توسلی) (4 يونيو 1979، في همدان، إيران) ممثلة إيرانية. فائزة بجائزة كريستال سيمرغ كأفضل ممثلة في مهرجان فجر السينمائي الدولي 2012.

## النشأة والعائلة
ولدت هانية في 4 يونيو 1979 في همدان في إيران. توفي والدها نادر في عام 1999. هي الأخت الصغرى للصحفي والناقد السينمائي هوما توسلي. لديها أيضا شقيقة واحدة أكبر منها وشقيقتين أصغر سنا.

## فيلموغرافيا

### أفلام سينمائية
- (العشاء الأخير 2000)
- (أسير2001)
- (الليالي البيضاء 2002)
- (مكان للعيش 2003)
- (ليلة واحدة 2004)
- (مقهى ستاره 2005)
- (مساء الجمعة) (2005)
- (سيتم إيقاف الوقت) (2005)
- غ (غير متوقع) (2006)
- عشق 2009
- مساء اليوم العاشر (2010)
- اغا يوسف (2010)
- مدار بايزي (2011)
- الحياة الخاصة (2012)
- الممر (2013)
- بيخاتير بونه (2013)
- الخط الخاص (2013)
- الموت في سبتمبر (2013)
- السيانيد [1] (2016)
- النقطة العمياء [2] (2017)
- نحن جميعًا معًا (2018)

### مسلسلات
- غريبه (2000)
- فافا (2005-2006)
- شمس عماره (2009)
- غالب ياخي (2012-2013)
- شاه قوش (2013-2014)
- عبلة (2014-2015)

### أفلام قصيرة
- روي جاد نمنك (1999)
- ديرفاخت (2004)

## الجوائز
- أفضل ممثلة، مهرجان فجر السينمائي، 2002 (مرشحة).
- أفضل ممثلة في حفل السينما الإيرانية 2003 (فائزة).
- أفضل ممثلة، مهرجان فجر، 2005 (مرشحة).
- أفضل ممثلة في مهرجان فجر السينمائي 2011 (مرشحة).
- أفضل ممثلة في مهرجان فجر السينمائي 2012 (فائزة).

## روابط خارجية
- هانية توسلي على موقع IMDb (الإنجليزية)
- هانية توسلي على موقع قاعدة بيانات الفيلم (الإنجليزية)